# Mesnil-en-Arrouaise
Mesnil-en-Arrouaise – miejscowość i gmina we Francji, w regionie Hauts-de-France, w departamencie Somma.
Według danych na rok 2011 gminę zamieszkiwały 143 osoby, a gęstość zaludnienia wynosiła 22 osoby/km² (wśród 2293 gmin Pikardii Mesnil-en-Arrouaise plasuje się na 879. miejscu pod względem liczby ludności, natomiast pod względem powierzchni na miejscu 728.).